# Rublee-Wohlthat-Plan
Der Rublee-Wohlthat-Plan bezeichnet den Entwurf für einen völkerrechtlichen Vertrag zwischen Deutschland und bis zu 32 weiteren Ländern (Teilnehmerländer der Konferenz von Évian) im Jahr 1939, dessen rechtliches Inkrafttreten umstritten ist.

## Vorbereitung
Ab dem 6. August 1938 war der amerikanische Rechtsanwalt George Rublee zusammen mit Robert Pell leitender Direktor des Intergovernmental Committee on Refugees (ICR). Im Dezember 1938 kam es in London zu inoffiziellen Gesprächen zwischen Rublee und dem Deutschen Reichsbankpräsidenten Hjalmar Schacht. Die Gespräche betrafen die Planung eines Programms für die „Auswanderung aller erwerbsfähigen Juden deutscher Staatsangehörigkeit und staatenloser Juden aus Deutschland innerhalb von fünf Jahren“. Als Ergänzung zu dem bereits 1933 getroffenen Ha’avara-Abkommen über die Emigration von Juden nach Palästina sollte das neue Abkommen eine Emigration in möglichst viele weitere Länder ermöglichen. Nachdem Schacht am 20. Januar 1939 als Reichsbankpräsident entlassen wurde, setzte Rublee die Gespräche mit dem Deutschen Ministerialdirektor Helmuth Wohlthat in Berlin fort.

## Vertragsentwurf
In Folge der Gespräche verfasste George Rublee am 1. Februar 1939 ein streng vertrauliches Memorandum mit einem Vertragsentwurf, der unter anderem folgende Regeln enthielt:
- Definition der Zugehörigkeit „Jude“ entsprechend den Nürnberger Gesetzen
- Einteilung der Juden in „Lohnempfänger“ (arbeitsfähigen Juden zwischen 15 und 45 Jahren), „Unterhaltsberechtigte“ und „Alte und Gebrechliche“ (über 45 Jahre) und „Ungeeignete“.
- zunächst Ausreise der ca. 150.000 Lohnempfänger während eines Zeitraums von 3–5 Jahren
- Trennung von „Ariern“ und „Nichtariern“, solange in deutschen Arbeitsstellen jüdische Lohnempfänger arbeiten
- Gründung eines Treuhandfonds, dem zwei deutsche und ein ausländischer Treuhänder angehören, und dem 25 % des jüdischen Vermögens zugeführt werden – das Treuhandvermögen soll für Ankauf von Ausrüstung, Reise- und Frachtkosten sowie die „Förderung von Siedlungsprojekten“ für die Auswanderung verwendet werden
- „Der Unterhalt und die Versorgung der […] Personen, die nicht fähig sind, sich ihren Lebensunterhalt selbst zu verdienen, soll in erster Linie aus dem jüdischen Vermögen in Deutschland bestritten werden, abgesehen von dem Teil dieses Vermögens, der […] als Treuhandfonds zurückzustellen ist, […]“
- Vorschuss von Devisen als „Auswanderungshilfen“ für 150.000 Emigranten durch die Mitgliedsstaaten des ICR und anschließender Transfer des Treuhandvermögens „nach guter Devisenlage“
- Zulassung des Haavara-Transferverfahrens innerhalb des bisher zugelassenen Bereichs
- organisatorische Regelungen betreffend Pässen, Umschulungen und der zur Mitnahme erlaubten Waren

Der Vertragsentwurf enthielt keinen Hinweis darauf, wie die Zuführung des jüdischen Vermögens in den Fonds bzw. die geplante Unterhaltssicherung ablaufen sollte (z. B. Beschlagnahmung).

## Weitere Entwicklung
Am 12. Februar 1939 wurde der Vertragsentwurf in der Vorstandssitzung des ICR verhandelt und kontrovers diskutiert. Unter anderem waren Vertreter der französischen Botschaft (René Thierry und Emmanuel Monick), der Niederlande (Teixeira de Mattos) sowie Brasiliens (Helio Lobo) anwesend.
Auf der Plenarsitzung des ICR am 13. Februar wurde der Vertragsentwurf nicht mehr zur Abstimmung gebracht und somit von internationaler Seite auch nicht ratifiziert. Auch eine Ratifizierung des Vertragsentwurfs von Deutscher Seite ist bislang nicht nachweisbar. Rublee schied nach sechsmonatiger Amtszeit aus seinem Amt als leitender Direktor des ICR aus.
Mit Beginn des Zweiten Weltkriegs am 1. September 1939 und der seit Juli 1941 von den Nationalsozialisten betriebenen Ermordung von Juden in Europa wurde der Plan obsolet.